# Ilaria Sanguineti
Ilaria Sanguineti, née le 15 avril 1994 à San Remo, est une coureuse cycliste italienne.

## Biographie
Elle pratique le patinage et l'athlétisme dans sa jeunesse. Son frère Davide pratique le cyclisme, c'est ce qui la pousse à s'y essayer. Elle a de nombreux succès dans les catégories jeunes. Elle participe notamment au championnat du monde juniors 2012 à Fauquemont. Elle étudie l'hôtellerie à Arma di Taggia,.
En 2013, le contrôle antidopage qu'elle a subi lors du Trofeo Longa Village le 7 juillet s'avère positif au clostebol, un produit de la catégorie des stéroïde anabolisant. Elle se défend en affirmant avoir utilisé la pommade cicatrisante Trofodermin à l'issue de la deuxième étape du Tour d'Italie. Ce produit vendu librement contient la-dite substance. Elle est suspendue en octobre pour dopage pour une durée de quinze mois par la TNA. Elle peut revenir à la compétition le 22 octobre 2014,.
En 2015, sur la première étape du Tour de Bretagne, elle s'échappe à trente-cinq kilomètres de l'arrivée et s'impose en solitaire avec plus de deux minutes d'avance sur le peloton. Malgré une vingt-deuxième place lors du contre-la-montre, sa marge est suffisante pour lui permettre d'obtenir la victoire finale sur l'épreuve.
Au Championnat d'Europe sur route espoirs, elle s'échappe avec la Néerlandaise Anouska Koster à quarante-sept kilomètres de l'arrivée. Elles se font rejoindre à deux kilomètres de la ligne par la Polonaise Katarzyna Niewiadoma et la Néerlandaise Thalita de Jong. Ilaria Sanguineti lance le sprint mais se fait remonter par la Polonaise. Elle gagne donc la médaille d'argent, qu'elle dédie à Chiara Pierobon.
Au Tour de l'Ardèche, elle percute une voiture et se casse la clavicule. Cela met un terme à sa saison.

## Palmarès sur route

### Palmarès par années
- 2012
  - 2e du championnat d'Italie du contre-la-montre juniors
- 2015
  - Tour de Bretagne:
    - Classement général
    - 1re étape

  - 2e du championnat d'Europe sur route espoirs
- 2016
  - 4e étape du Tour de Bretagne
- 2017
  - 1re étape de la Semana Ciclista Valenciana (contre-la-montre par équipes)
- 2018
  - 8e du Tour du Guangxi
- 2019
  - 3e du championnat d'Italie sur route
- 2022
  - À travers le Hageland
  - 2e de la Vuelta CV Feminas
  - 4e de la Classic Lorient Agglomération - Trophée Ceratizit
- 2023
  - 10e de la Classic Bruges-La Panne

### Résultats sur les grands tours

#### Tour d'Italie
8 participations
- 2013 : non partante (6e étape)
- 2015 : 90e
- 2016 : 83e
- 2017 : 72e
- 2018 : 93e
- 2019 : 117e
- 2020 : 43e
- 2021 : 51e

#### Tour de France
2 participations :
- 2022 : 90e
- 2023 : 109e

### Classements mondiaux
| Année                                 | 2015 | 2016 | 2017 | 2018 | 2019 | 2020 | 2021 | 2022 | 2023 | 2024 |
| ------------------------------------- | ---- | ---- | ---- | ---- | ---- | ---- | ---- | ---- | ---- | ---- |
| Classement UCI                        | 59e  | 118e | 105e | 100e | 90e  | 101e | 187e | 51e  | 269e | 370e |
| UCI World Tour                        |      | 60e  | 90e  | 76e  | 67e  | 62e  | 142e | 61e  | 117e | 277e |
|                                       |      |      |      |      |      |      |      |      |      |      |
| Légende : nc = non classéSource : UCI |      |      |      |      |      |      |      |      |      |      |

## Palmarès sur piste

### Championnats nationaux
- 2011
  -  Championne d'Italie de poursuite par équipes juniors
- 2012
  -  Championne d'Italie de poursuite par équipes juniors
  - 2e de la course aux points juniors